# Borris Station
Borris Station er en dansk jernbanestation i stationsbyen Borris i Vestjylland.
Stationen betjenes fast af GoCollectives Alstom Coradia LINT 41-tog som en af stationerne på Skanderborg-Skjern-banen.